# Wendy Waller
Wendy Waller (* in Pittsburgh) ist eine US-amerikanische Opern- und Liedsängerin in der Stimmlage Koloratursopran/Sopran.

## Leben
Wendy Waller ist die Tochter der Opernsängerin Juanita Waller (Sopran) und Alfred M. Waller. Den ersten Gesangsunterricht erhielt sie von ihrer Mutter. Nach einem Studium der Rechtswissenschaften studierte sie Opern- und Liedgesang u. a. bei Grace Bumbry und Licia Albanese. Ihr Profi-Debüt gab sie als Studio-Künstlerin an der Sarasota Opera in Florida.
Die Karriere der inzwischen international bekannten afroamerikanischen Sopranistin begann 2000 als Ensemblemitglied des Deutschen Nationaltheaters Weimar, wo sie als Königin der Nacht debütierte. Diese Rolle wurde in den folgenden Jahren zu einer ihrer Paraderollen. Die Königin der Nacht sang sie beispielsweise auch am Nationaltheater Mannheim sowie 2006 bei den Opernfestspielen in Heidenheim an der Brenz. In Weimar brillierte sie als Musetta, als Viola/Cesario in Manfred Trojahns Was ihr wollt, als Konstanze (Die Entführung aus dem Serail) sowie als Gräfin (Figaros Hochzeit). Seit 2004 ist Waller als freischaffende Opern- und Liedsängerin tätig. Sie gastierte an den Opernbühnen von Lyon, Genf, Estland und Ungarn. 2006 gastierte sie als Hanna Glawari (Die lustige Witwe) am Theater Görlitz.
Neben ihrer Bühnentätigkeit ist die Sopranistin, deren  Bandbreite stimmlicher Möglichkeiten vom Belcanto-Fach über das dramatische Koloraturfach bis zum jugendlich-dramatischen Sopran reicht, eine vielgebuchte Liedsängerin. Nach ihrem Konzertdebüt in Stockholm folgten umjubelte Auftritte beispielsweise bei der „Master-Serie“ in London und am „Newport Music Festival“ Rhode Island (USA), wo sie in zahlreichen Konzerten, unter anderem mit allen Liedern und Duetten von Dvořák, Konzertarien von Mozart, den Vier letzten Liedern von Strauss, den Petrarca-Sonetten von Liszt und Kantaten von Bach, Scarlatti und Donizetti gastierte. Ihr  breit gefächertes Liedrepertoire reicht von den Werken des Barock-Meisters Bach bis zu den modernen Komponisten wie Poulenc.
Zu den international bekannten Dirigenten, mit denen sie zusammenarbeitete, gehören beispielsweise Hartmut Haenchen, George Alexander Albrecht, William Spaulding sowie Arvo Volmer.

## Wettbewerbe
- Gewinner des National Arts Society Competitions, New York
- Finalist des Lorin L. Zachary Wettbewerbs, Kalifornien
- Finalist des Puccini Licia Albanese Wettbewerbs, New York
- Stipendiatin der Bagby Foundation und der Gerda Lissner Foundation

## Repertoire (Auswahl)
- Gaetano Donizetti: Anna Bolena
- Richard Strauss: Capriccio (Die Gräfin)
- Giuseppe Verdi: Don Carlos (Elisabetta)
- Wolfgang Amadeus Mozart: Don Giovanni (Donna Anna)
- Richard Strauss: Elektra (Chrysothemis)
- Richard Strauss: Die Frau ohne Schatten (Die Kaiserin)
- Wolfgang Amadeus Mozart: Le nozze di Figaro (Contessa Almaviva)
- Giuseppe Verdi: I Lombardi
- Vincenzo Bellini: Norma
- Gioachino Rossini: Semiramide
- Giuseppe Verdi: Il trovatore
- Jules Massenet: Thaïs
- Giacomo Puccini: Turandot (Liù)
- Francis Poulenc: La voix humaine
- Franz Lehár: Die lustige Witwe
- Jacques Offenbach: Les Contes d’Hoffmann (Olympia, Antonia)
- Michaël Levinas: Les Nègres (La Reine)

## CDs
- "Symphony #2 (Kaddish), (Bernstein) as Narrator, dir. Pasquet, Orchestra of Franz Liszt Conservatory Weimar,(HFM/Staatskanzlei Thüringen, 2015), private release
- „Messiah“ (Handel), dir. O’Duinn, Halle Sinfonietta,(HBH Handel, 2012)
- Genie Oblige! Franz Liszt: Orgin, Ouvre and Legacy in Song, Istia 2009[2]
- „Les Nègres“ (Levinas), dir. B. Kontarsky, Orchestre de la Suisse Romande,(Sysyphe,2004) as La Reine, Complete opera recorded live by the world premiere cast.
- Phoenix Resurrexit (Jost), dir. Van Steen, Staatskapelle Weimar,(Oehms Klassik, 2003)